# Корморе
Корморе (фр. Cormoret) — громада  в Швейцарії в кантоні Берн, адміністративний округ Бернська Юра.

## Географія
Громада розташована на відстані близько 39 км на північний захід від Берна.
Корморе має площу 13,5 км², з яких на 3,3% дозволяється будівництво (житлове та будівництво доріг), 54,2% використовуються в сільськогосподарських цілях, 42,1% зайнято лісами, 0,4% не є продуктивними (річки, льодовики або гори).

## Демографія
2019 року в громаді мешкало 490 осіб (-3,7% порівняно з 2010 роком), іноземців було 4,3%. Густота населення становила 36 осіб/км².
За віковим діапазоном населення розподілялося таким чином: 21,2% — особи молодші 20 років, 55,7% — особи у віці 20—64 років, 23,1% — особи у віці 65 років та старші. Було 210 помешкань (у середньому 2,3 особи в помешканні).
Із загальної кількості 119 працюючих 32 було зайнятих в первинному секторі, 27 — в обробній промисловості, 60 — в галузі послуг.